# Bausparkasse Mainz

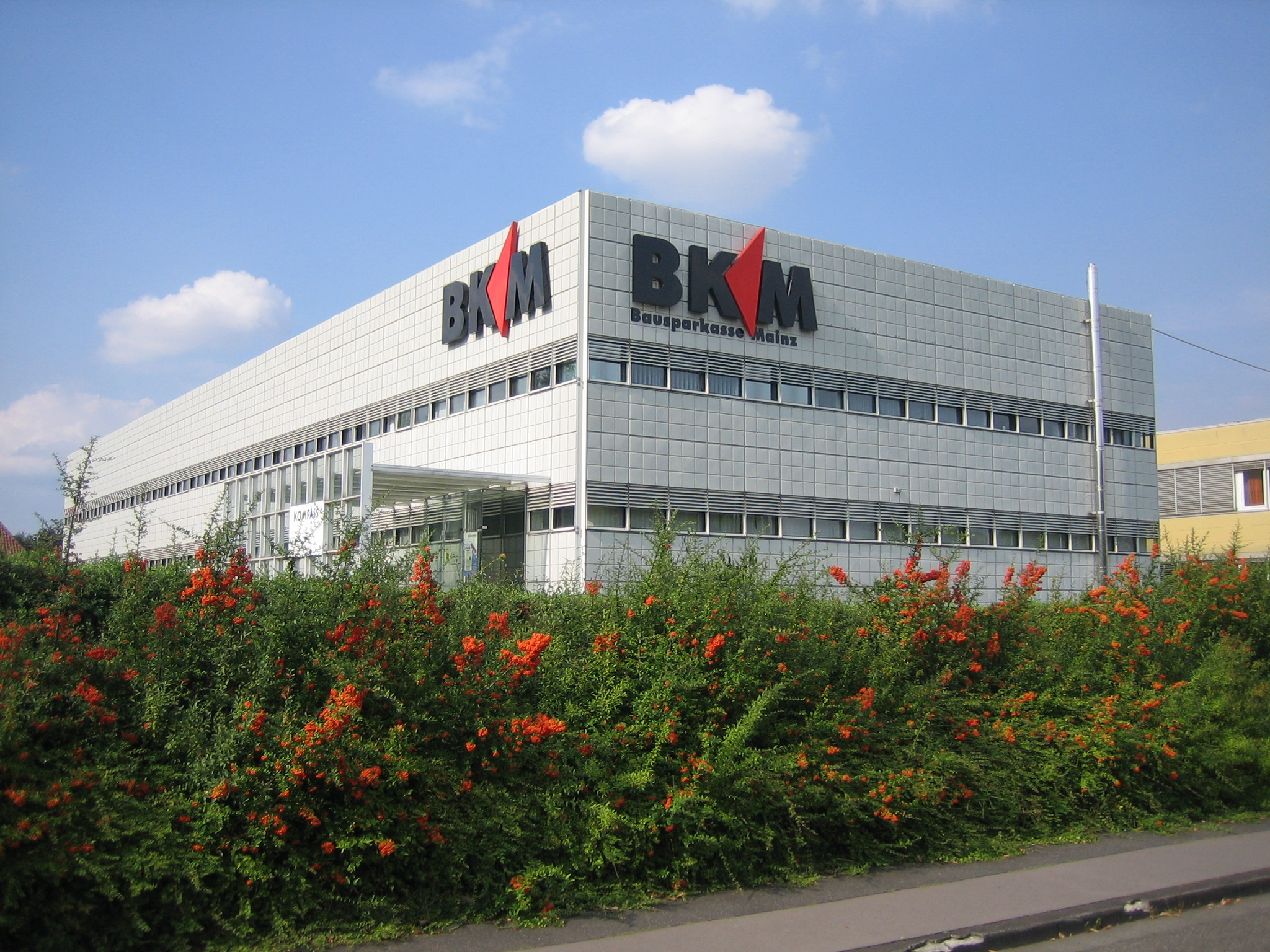
Arne-Jacobsen-Bau der BKM

Die Bausparkasse Mainz (Abkürzung: BKM) ist eine private Bausparkasse in der Rechtsform der Aktiengesellschaft mit Sitz in Mainz. Die Bausparkasse Mainz AG ist seit 2012 eine Tochtergesellschaft der Inter Versicherungsgruppe.

## Geschichte
Die BKM – Bausparkasse Mainz AG wurde am 15. September 1930 von drei Architekten als „Bau- und Aktiengesellschaft Bausparkasse Mainz“ (auch: „Bau- und Wirtschafts AG Bausparkasse Mainz“) in Mainz-Oberstadt gegründet. Grundidee war, ein eigenes Hausprogramm mit Finanzierung zu kombinieren. Von Beginn an warb das Unternehmen auch weit über Mainz hinaus um Kunden und baute Vertretungen insbesondere entlang des Rheins auf. 1934 wurde das Unternehmen in „Bausparkasse Mainz Aktien-Gesellschaft“ umbenannt. In den folgenden Jahren genehmigte das Reichsaufsichtsamt für Privatversicherungen die Übertragung von Bausparbeständen mehrerer anderer Institute auf sie, so der Wirtschaftsgemeinschaft Osnabrück, der Bau- und Wirtschaftsgemeinschaft Frankfurt am Main, der Gemeinschaft deutsche Bausparer, Wiesbaden und der der Bau- und Wirtschaftsgemeinschaft Gelnhausen. Zum Ende des Geschäftsjahrs 1934 lag der Gesamtbestand der aktiven Bausparverträge bei 48 Millionen Reichsmark. 1936 bezog die BKM ihr eigenes Unternehmensgebäude in Mainz unter der Adresse Römerwall 67 und beschäftigte 60 Mitarbeiter im Innendienst. Bis 1938 finanzierte das Unternehmen mit rund 29 Millionen RM 3.000 Häuser und bis 1940 hatte sich die Finanzierungssumme auf 58,94 Millionen RM verdoppelt. Im November 1940 verdoppelte eine außerordentliche Hauptversammlung das Grundkapital auf 400.000 Reichsmark. Dies sollte eine künftige Erhöhung der Beleihungsgrenze über die zuvor geltenden 25.000 Reichsmark ermöglichen. Das Vorstandsmitglied Heinrich Biz wurde Ende 1942 von Reichskanzler Adolf Hitler zum Mitglied des Beirats für Bausparkassen beim Reichsaufsichtsamt für Privatversicherungen ernannt. Im letzten Geschäftsbericht vor dem Ende des Zweiten Weltkriegs wurde für das Jahresende 1943 ein Vertragsbestand in Höhe von 101 Millionen Reichsmark vermerkt, allerdings unter den Bedingungen einer Bausperre zur Kriegsfinanzierung und damit hohen nicht abgerufenen Mitteln.
In den 1960er Jahren begann das Unternehmen, seine Kunden auch zu den Themen Wohneigentum und Altersvorsorge zu beraten.
Später wurden neben Bauspardarlehen auch Hypothekenfinanzierungen sowie ein eigenes Hausprogramm angeboten. Mit dem Jacobi-Haus gestartet, folgten zunächst Häuser in verschiedenen Selbstbauausführungen. Hier konnten Bauherren fehlendes Eigenkapital durch Eigenleistung ersetzen. 1961 kam ein Fertighaus-Typenprogramm in Kooperation mit der Alpine-Holzindustrie GmbH hinzu. 1979 waren 18.000 iso-span-Häuser verkauft. 1982 gründet die BKM die Tochtergesellschaft „Mainzer Haus Vertriebs GmbH“, die heute als „BKM ImmobilienService GmbH“ im Bereich der Immobilienvermittlung tätig ist. Als einer der ersten Unternehmen bot das Mainzer Institut Hochzinstarife an und verzichtete auf feste Zuteilungsfristen. 1966 erfolgte die Eröffnung des 100.000 Bausparkontos und sechs Jahre später wurde das 200.000 Bausparkonto eröffnet. In den 1980er Jahren führt die BKM als erste Bausparkasse einen „Optionstarif“ ein, bei dem die Kunden die Tilgungs- und Sparzinsen nach Vertragsabschluss ändern können. Seit 1988 berät ein für türkischsprachige, italienische und portugiesische Kunden gegründeter Außendienst in der jeweiligen Muttersprache.
Durch eine Partnerschaft mit der Inter Versicherungsgruppe vermitteln die Außendienstmitarbeiter der BKM seit 1993 auch Versicherungs- und Vorsorgeprodukte. 2001 führte der Finanzdienstleister das Online-Bausparen ein. Weitere Kundengruppen erreichten das Mainzer Institut seit 2002 mit den Geldanlageprodukten maxTagesgeld, maxFestgeld, maxSparbrief, maxAuszahlplan, und maxPluszins. 2004 folgte der Bauspartarif „maxflex“, 2008 Eigenheimrente-Produkte. Ab 2013 konnten Kunden im Bauspartarif „maxLine“ zwischen festen oder marktorientierten Zinssätzen wählen. Seit 2021 gibt es den Tarif PlusLine mit zwei Varianten. Seinem Bedarf entsprechend kann sich der Bausparer einen Anspruch auf besonders günstige Darlehenszinsen oder einen zusätzlichen Bonus zu den garantierten Sparzinsen sichern.

## Geschäftsfelder
Die Geschäftstätigkeit der BKM – Bausparkasse Mainz AG ist dem deutschen Bausparkassengesetz entsprechend auf die Vergabe von Bauspardarlehen und anderen Baudarlehen sowie deren Refinanzierung durch Bauspareinlagen und andere Geldmittel ausgerichtet. Über die 100-prozentige Tochtergesellschaft BKM ImmobilienService GmbH betätigt sich die BKM in der Immobilienvermittlung.

## Konzernstruktur
Die BKM – Bausparkasse Mainz AG ist ein Spezial-Kreditinstitut mit 196 Mitarbeitern im Innendienst und einem deutschlandweiten Vertriebsnetz von 510 haupt- und nebenberuflichen Mitarbeitern im Außendienst. Den Vorstand bilden (Stand 06/2023) Björn Licht und Matthias Riedel.

### Verbandsmitgliedschaften
Die BKM ist Mitglied in folgenden Verbänden und Institutionen:
- Verband der Privaten Bausparkassen e. V.
- Europäische Bausparkassenvereinigung
- Verband deutscher Pfandbriefbanken
- Arbeitgeberverband des privaten Bankgewerbes e. V.
- Entschädigungseinrichtung deutscher Banken GmbH
- Berufsbildungswerk (BWB) e. V.